# Johannes Christian Jacobsen
Johannes Christian Jacobsen, född den 6 mars 1862 vid Hobro, död den 10 september 1948, var en dansk exeget.
Jacobsen blev teologie kandidat 1885, professor i gammaltestamentlig teologi vid Köpenhamns universitet 1891 och hedersdoktor i teologi 1916. Som 
representant för det moderna kritiska studiet av Gamla Testamentet utövade han ett betydande inflytande på yngre danska teologer. Han utgav några gammaltestamentliga och kyrkopolitiska skrifter.